# Perdreauville
Perdreauville ist eine französische Gemeinde mit 669 Einwohnern (Stand: 1. Januar 2022) im Département Yvelines in der Region Île-de-France. Sie gehört zum Arrondissement Mantes-la-Jolie und zum Kanton Bonnières-sur-Seine. Die Einwohner nennen sich Perdreauvillois.

## Geografie
Perdreauville liegt etwa 50 Kilometer westnordwestlich von Paris im Tal der Seine. Perdreauville wird umgeben von den Nachbargemeinden Rosny-sur-Seine im Norden, Jouy-Mauvoisin im Osten und Nordosten, Fontenay-Mauvoisin im Osten, Favrieux im Südosten, Le Tertre-Saint-Denis im Süden, Ménerville im Westen und Südwesten, Bréval und Boissy-Mauvoisin im Westen sowie Saint-Illiers-la-Ville im Westen und Nordwesten. 

## Bevölkerungsentwicklung
| 1962                       | 1968 | 1975 | 1982 | 1990 | 1999 | 2006 | 2012 | 2021 |
| -------------------------- | ---- | ---- | ---- | ---- | ---- | ---- | ---- | ---- |
| 211                        | 213  | 270  | 369  | 401  | 536  | 589  | 632  | 658  |
| Quellen: Cassini und INSEE |      |      |      |      |      |      |      |      |

## Sehenswürdigkeiten
- Kirche Saint-Martin, alte Kapelle des Herrschaftssitzes aus dem 11. Jahrhundert, Umbauten aus dem 16. Jahrhundert
- Herrenhaus von Apremont
- Ruinen des Schlosses Les Beurons